# 扎卡里·什瓦伊达
扎卡里·什瓦伊达（英語：Zachary Svajda，/ˈsvaɪ.də/，2002年11月29日—），美國男子网球运动员，在2024年7月29日取得個人單打排名新高的109名，而最高雙打排名則是664名，在2022年8月8日取得。

## 職業生涯
2019年8月11日，什瓦伊达在美国网球协会舉辦的全國男子18歲以下網球錦標賽（Boys 18s National Championship）擊敗戈文德·南达贏得冠軍，這使年僅16歲的他取得2019年美國網球公開賽會內賽外卡，是自2005年唐納德·揚後最年輕打入美網的網球員。2021年他在同樣賽事擊敗本·谢尔顿取得冠軍，取得了2021年美國網球公開賽會內賽外卡。世界排名716的什瓦伊达在第一輪擊敗了排名81的馬爾科·切基納托，晉級至第二輪，是他美網首場勝仗，但他在第二輪不敵13號種子球手扬尼克·辛纳而出局。
2022年10月，他擊敗本·谢尔顿贏得蒂布龙挑戰賽單打冠軍，是他生涯首項挑戰賽冠軍，而他的個人排名亦晉升至255名。
2023年华盛顿网球公开赛，他擊敗了馬克斯·普塞爾，取得生涯首場ATP巡迴賽勝仗。

## 巡迴賽決賽及冠軍
下述資訊一概出自ATP Tour官方網站的記載。

### 單打
| 賽事          |
| ------------- |
| 大滿貫 (0)    |
| ATP巡迴賽 (0) |
| 挑戰賽 (4)    |

| 賽果 | 日期       | 類型   | 巡迴賽           | 地面 | 對手              | 比分               |
| ---- | ---------- | ------ | ---------------- | ---- | ----------------- | ------------------ |
| 冠軍 | 2022年10月 | 挑戰賽 | 美國蒂布龙       | 硬地 | 本·谢尔顿         | 2–6, 6–2, 6–4      |
| 冠軍 | 2023年9月  | 挑戰賽 | 美國凱里         | 硬地 | 土方凛辉          | 7–6(7–3), 4–6, 6–1 |
| 冠軍 | 2023年9月  | 挑戰賽 | 美國凱里         | 硬地 | 亚当·沃尔顿       | 6–2, 6–2           |
| 冠軍 | 2023年10月 | 挑戰賽 | 美國費爾菲爾德   | 硬地 | 尼什什·巴薩瓦雷迪 | 6–4, 6–1           |
| 負   | 2024年1月  | 挑戰賽 | 美國印第安維爾斯 | 硬地 | 布莱斯·比克内尔   | 3–6, 2–6           |

## 外部連結
- 扎卡里·什瓦伊达（英文/西班牙文）的官方資料